# Josep Miquel Aixalà i Martí
Josep Miquel Aixalà i Martí   (Lleida, 5 de novembre de 1955 - 2 de juny de 2018) va ser un realitzador de publicitat i editor de cinema i vídeo català. Ha col·laborat amb creadors prestigiosos i ha aconseguit diversos premis, la majoria en festivals internacionals. També en destaca l'activitat docent. El 2015 li fou concedida la Creu de Sant Jordi "Pel conjunt de la seva activitat al sector de la comunicació audiovisual, on ha excel·lit amb la seva feina a la productora Ovideo o al grup Mediapro, entre altres referents, i la seva intervenció en films, anuncis i programes televisius".